# Sweetener
Sweetener ist das vierte Studioalbum der US-amerikanischen Sängerin Ariana Grande. Es erschien am 17. August 2018.

## Hintergrund
Am 22. Mai 2017 wurde während eines Konzertes von Ariana Grande in der Manchester Arena ein Terroranschlag verübt, bei welchem inklusive Attentäter 23 Menschen ums Leben kamen. Dieses Ereignis ließ die Sängerin in einem besonders starken Zustand der Angst zurück. Produzent Pharrell Williams gab ihr daraufhin den Rat, die Erfahrung musikalisch aufzuarbeiten und versprach ihr, dass sie dies heilen würde. Es entstand so das Lied get well soon. Grande sagte später aus, dass Williams recht behielt und ihr der Schreibprozess geholfen hätte. Die Arbeiten an dem Album begannen bereits ein Jahr vor dem Schicksalsschlag und zogen sich über zwei Jahre hinweg. Sweetener stellt so die erste Veröffentlichung Grandes nach dem in den Medien viel thematisierten Attentat dar. Folglicherweise wurde der Person Ariana Grande und ihrer Musik besonders große öffentliche Aufmerksamkeit zuteil, wodurch es zu einem der meisterwarteten musikalischen Werke des Jahres 2018 wurde.
Produziert wurde das Album zum Großteil von Williams und Max Martin mit zusätzlichen Beiträgen von ILYA, Hit-Boy, TBHits, Brian Malik Baptiste, Social House und Scootie. Grande war selbst als Songwriterin an insgesamt zehn Titeln beteiligt; bei sieben fungierte Williams als Autor oder Co-Autor. Zudem haben auch Bob Gaudio, Maxine Ashley, Nicki Minaj, Max Martin, ILYA, Savan Kotecha, Rickard Göransson, Peter Svensson, Missy Elliott, Hit-Boy, TBHits, Kaydence, Brian Malik Baptiste, Imogen Heap, Victoria Monét, Scootie und Michael „Mikey“ Foster an einem oder mehreren Titeln des Albums mitgeschrieben. Als Gastmusiker treten Pharrell Williams, Nicki Minaj und Missy Elliott auf.

## Inhalt
Sweetener ist ein Popalbum mit vereinzelten Anleihen des Contemporary R&B-Genres. Grande gibt sowohl klaren und kraftvollen Gesang als auch rhythmisch gesprochene Passagen zum Besten. Das erste Lied stellt eine Acapelladarbietung dar; der letzte Titel des Albums, get well soon, endet mit 40 Sekunden Stille, um eine Laufzeit von 5 Minuten und 22 Sekunden zu erreichen, was eine Anspielung an das Datum des Manchesterattentats darstellt. Inhaltlich setzt sich das Album vermehrt mit den positiven Seiten des Lebens auseinander und wie diese die negativen letzten Endes übertrumpfen. Spezifische Themen sind unter anderem die harte Kritik und Verurteilung, die im gegenwärtigen Zeitgeist vorherrschen, misslungene frühe Liebesbeziehungen oder Female Empowerment.

## Artwork
Das Cover von Sweetener zeigt Ariana Grande von den Schultern aufwärts kopfüber vor einer beigen Wand, während sie schräg an der Kamera vorbeischaut. Sie trägt hellgrau gefärbte Haare und ein ärmelloses Oberteil. Unten am Bild steht in ungewöhnlich kleinen, schwarzen Buchstaben der Albumtitel, welcher jedoch anders als das Motiv richtig herum zu sehen ist.

## Titelliste
| Nr. | Titel                                   | Länge |
| --- | --------------------------------------- | ----- |
| 1.  | raindrops (an angel cried)              | 0:37  |
| 2.  | blazed (feat. Pharrell Williams)        | 3:16  |
| 3.  | the light is coming (feat. Nicki Minaj) | 3:48  |
| 4.  | R.E.M.                                  | 4:05  |
| 5.  | God is a woman                          | 3:17  |
| 6.  | sweetener                               | 3:28  |
| 7.  | successful                              | 3:47  |
| 8.  | everytime                               | 2:52  |
| 9.  | breathin                                | 3:18  |
| 10. | no tears left to cry                    | 3:25  |
| 11. | borderline (feat. Missy Elliott)        | 2:57  |
| 12. | better off                              | 2:51  |
| 13. | goodnight n go                          | 3:09  |
| 14. | pete davidson                           | 1:13  |
| 15. | get well soon                           | 5:22  |

## Singleauskopplungen
Aus dem Album wurden drei Singles ausgekoppelt: no tears left to cry, God is a woman und breathin. Erstgenannte war ein großer internationaler Erfolg, der unter anderem in Australien und Norwegen die Spitze der Charts sowie in den USA, dem Vereinigten Königreich, Kanada, Deutschland, Österreich, der Schweiz, den Niederlanden, Belgien, Schweden, Finnland, Dänemark, Italien, Spanien und Neuseeland die Top Ten erreichte. Auch God is a woman konnte in einigen, wenngleich weniger Ländern (darunter auch das Heimatland der Sängerin) in den Top Ten landen, breathin verkaufte sich nur moderat. Alle drei Lieder konnten jedoch im Vereinigten Königreich Top-10-Platzierungen erzielen. Auch die nicht individuell veröffentlichten Albumtracks the light is coming, sweetener, everytime, R.E.M., goodnight n go und pete davidson ergatterten Plätze in der US-amerikanischen Hitparade, allerdings allesamt in der hinteren Hälfte der Hot 100.
Charterfolge in den Singlecharts

| Jahr | Titel                | Höchstplatzierung, Gesamtwochen, AuszeichnungChartplatzierungen (Jahr, Titel, , Platzierungen, Wochen, Auszeichnungen, Anmerkungen) | Höchstplatzierung, Gesamtwochen, AuszeichnungChartplatzierungen (Jahr, Titel, , Platzierungen, Wochen, Auszeichnungen, Anmerkungen) | Höchstplatzierung, Gesamtwochen, AuszeichnungChartplatzierungen (Jahr, Titel, , Platzierungen, Wochen, Auszeichnungen, Anmerkungen) | Höchstplatzierung, Gesamtwochen, AuszeichnungChartplatzierungen (Jahr, Titel, , Platzierungen, Wochen, Auszeichnungen, Anmerkungen) | Höchstplatzierung, Gesamtwochen, AuszeichnungChartplatzierungen (Jahr, Titel, , Platzierungen, Wochen, Auszeichnungen, Anmerkungen) | Anmerkungen                                                    |
| Jahr | Titel                | DE | AT | CH | UK | US | Anmerkungen                                                    |
| --- | -------------------- | --- | --- | --- | --- | --- | -------------------------------------------------------------- |
| 2018 | No Tears Left to Cry | DE2 Gold · (23 Wo.)DE | AT2 Platin · (19 Wo.)AT | CH2 (24 Wo.)CH | UK2 ×3Dreifachplatin · (32 Wo.)UK                                                                                                   | US3 ×6Sechsfachplatin · (27 Wo.)US                                                                                                  | Erstveröffentlichung: 20. April 2018 Verkäufe: + 10.723.333    |
| 2018 | God Is a Woman       | DE20 Gold · (11 Wo.)DE | AT11 Gold · (9 Wo.)AT | CH9 (11 Wo.)CH | UK4 Platin · (15 Wo.)UK | US8 ×4Vierfachplatin · (22 Wo.)US                                                                                                   | Erstveröffentlichung: 13. Juli 2018 Verkäufe: + 6.555.000      |
| 2018 | Breathin             | DE35 (5 Wo.)DE | AT19 Gold · (4 Wo.)AT | CH14 (8 Wo.)CH | UK8 Platin · (15 Wo.)UK | US12 ×3Dreifachplatin · (25 Wo.)US                                                                                                  | Erstveröffentlichung: 18. September 2018 Verkäufe: + 4.585.000 |
| Folgende Lieder erschienen nicht als Single, wurden aber durch das Album zum Download und Streaming bereitgestellt und konnten somit eine Platzierung erlangen: |                      | | | | | |                                                                |
| |                      | | | | | |                                                                |
| 2018 | Sweetener            | — | — | — | UK22 Silber · (1 Wo.)UK | US55 Platin · (1 Wo.)US | Charteinstieg: 30. August 2018 Verkäufe: + 1.275.000           |
| 2018 | Everytime            | — | — | — | UK— SilberUK | US62 Platin · (1 Wo.)US | Charteinstieg: 1. September 2018 Verkäufe: + 1.275.000         |
| 2018 | R.E.M                | — | — | — | — | US72 (1 Wo.)US | Charteinstieg: 1. September 2018 Verkäufe: + 75.000            |
| 2018 | Goodnight n Go       | — | — | — | — | US87 Gold · (1 Wo.)US | Charteinstieg: 1. September 2018 Verkäufe: + 575.000           |
| 2018 | Pete Davidson        | — | — | — | — | US99 (1 Wo.)US | Charteinstieg: 1. September 2018 Verkäufe: + 55.000            |

## Rezensionen
Von der englischsprachigen Presse wurde Sweetener nahezu einhellig sehr positiv aufgenommen. Man fasste das Album als Antwort auf den ein Jahr zuvor verübten Anschlag in Manchester auf und lobte, dass Grande die Kunst bewältige, nach einem derart einschneidenden Erlebnis voranzuschreiten und positive Gefühle zuzulassen. Die Sängerin bräche mit der Erwartungshaltung eines düsteren und balladenreichen Albums, was für ihre eigene Bewältigung notwendig sei. Dennoch sei das Ereignis subtil in das gesamte Werk eingearbeitet worden, etwa an mehreren Textstellen, welche das Überwinden von als schlecht konnotierten Motiven (so zum Beispiel Dunkelheit auf the light is coming oder salzigen Geschmack auf sweetener) thematisieren. Das Album gilt zudem als wichtiger Schritt in der Karriere der Künstlerin auf dem Weg zum Erwachsenwerden und der Findung einer eigenständigen musikalischen Identität. Diverse experimentierfreudige Momente und Einflüsse des Contemporary R&B-Genres, welche Produzent Pharrell Williams einstreute, würden sich von ihrem bisherigen Schaffen, welches zwar solide, allerdings nicht unverwechselbar war, abheben. In den wenigen Kritiken, die sich nicht vollends begeistert zeigten, wurde jedoch angemerkt, dass gerade diese Lieder, welche die Höhepunkte darstellen, die restlichen Titel zu formelhaft wirken lassen. Alles in allem wurde Sweetener als das bis dato beste Ariana Grande-Album angesehen, sowie als das erste, welches ihren Superstarstatus zementiert.
Sweetener schien in mehreren Bestenlisten des Jahres 2018 unter den Top Ten auf; darunter jene von Rolling Stone, Complex, Stereogum und Noisey. Besonders begeistert zeigte sich Billboard, welches es zum besten Album des Jahres krönte.
Im deutschsprachigen Raum fielen die Reaktionen deutlich verhaltener aus. Zwar wurde auch hier Grandes Voranschreiten nach den Angriffen gelobt, allerdings zeigte man sich von der musikalischen Qualität weitaus weniger beeindruckt, wenngleich mit von Kritik zu Kritik unterschiedlicher Begründung. Das Werk wurde mitunter als überraschungs- bzw. spannungsarm, teilweise aber auch als überoptimiert und „zu viel des Guten“ bewertet. Die in den USA noch so hoch gelobten Produktionen von Pharrell Williams wurden als besonders unauffällig kritisiert sowie die drei Features als störend oder enttäuschend. Auch wurde bemängelt, dass das Album mehr auf Andeutungen als auf direktes Ansprechen der traumatischen Ereignisse setzt. Es gibt allerdings auch positive Stimmen, die Grandes Gesangsleistung und Fähigkeit zur Reflexion hervorheben. Vereinzelt wurde Sweetener als erstes Anzeichen angesehen, die Interpretin hätte das Zeug, in späteren Jahren einmal in die Fußstapfen großer Popstars wie Madonna oder Beyoncé zu treten. Dennoch wurde die Euphorie, die das Werk im englischen Sprachraum mitunter auslöste, nicht geteilt.

## Kommerzieller Erfolg

### Chartplatzierungen
Sweetener avancierte unter anderem in der Australien, Belgien, Finnland, Italien, den Niederlanden, Neuseeland, Norwegen, Portugal, Schweden, der Schweiz, Spanien, den Vereinigten Staaten und dem Vereinigten Königreich zum Nummer-eins-Album. Darüber hinaus erreichte es Top-10-Platzierungen in Dänemark und Frankreich (je Rang 2), Deutschland (Rang 3) sowie Österreich (Rang 4).
| ChartsChartplatzierungen       | Höchstplatzierung | Wochen |
| ------------------------------ | ----------------- | ------ |
| Deutschland (GfK)              | 3 (15 Wo.)        | 15     |
| Österreich (Ö3)                | 4 (11 Wo.)        | 11     |
| Schweiz (IFPI)                 | 1 (14 Wo.)        | 14     |
| Vereinigte Staaten (Billboard) | 1 (90 Wo.)        | 90     |
| Vereinigtes Königreich (OCC)   | 1 (62 Wo.)        | 62     |

| ChartsJahrescharts (2018)      | Platzierung |
| ------------------------------ | ----------- |
| Schweiz (IFPI)                 | 88          |
| Vereinigte Staaten (Billboard) | 38          |
| Vereinigtes Königreich (OCC)   | 16          |

| ChartsJahrescharts (2019)      | Platzierung |
| ------------------------------ | ----------- |
| Vereinigte Staaten (Billboard) | 32          |
| Vereinigtes Königreich (OCC)   | 50          |

### Auszeichnungen für Musikverkäufe
| Land/Region                  | Auszeichnungen für Musikverkäufe (Land/Region, Auszeichnung, Verkäufe) | Verkäufe  |
| ---------------------------- | ---------------------------------------------------------------------- | --------- |
| Australien (ARIA)            | Platin                                                                 | 70.000    |
| Brasilien (PMB)              | Gold                                                                   | 20.000    |
| Dänemark (IFPI)              | Platin                                                                 | 20.000    |
| Finnland (IFPI)              | 2× Platin                                                              | 40.000    |
| Frankreich (SNEP)            | Gold                                                                   | 50.000    |
| Italien (FIMI)               | Platin                                                                 | 50.000    |
| Japan (RIAJ)                 | —                                                                      | 11.254    |
| Kanada (MC)                  | 3× Platin                                                              | 240.000   |
| Mexiko (AMPROFON)            | Gold                                                                   | 30.000    |
| Neuseeland (RMNZ)            | 2× Platin                                                              | 30.000    |
| Norwegen (IFPI)              | Platin                                                                 | 20.000    |
| Österreich (IFPI)            | Gold                                                                   | 7.500     |
| Polen (ZPAV)                 | 3× Platin                                                              | 60.000    |
| Portugal (AFP)               | Gold                                                                   | 3.500     |
| Schweden (IFPI)              | Gold                                                                   | 15.000    |
| Schweiz (IFPI)               | Platin                                                                 | 20.000    |
| Singapur (RIAS)              | Platin                                                                 | 10.000    |
| Spanien (Promusicae)         | Gold                                                                   | 20.000    |
| Vereinigte Staaten (RIAA)    | 2× Platin                                                              | 2.000.000 |
| Vereinigtes Königreich (BPI) | Platin                                                                 | 300.000   |
| Insgesamt                    | 7× Gold · 19× Platin ·                                                 | 3.017.054 |

Hauptartikel: Ariana Grande/Auszeichnungen für Musikverkäufe